# Guillaume Met de Penninghen
Guillaume Met de Penninghen (13 février 1912 à Gand - 21 février 1990 à Paris 11e) est un artiste peintre et céramiste.

## Biographie
Après des études à l'école des Beaux-Arts de Paris, ses travaux en céramique lui doivent la médaille d'or aux Expositions internationales de Céramique de Cannes en 1961, puis de Prague en 1963.
Il fonde en 1947, avec Jacques d'Andon, un atelier préparatoire à Paris. Sous les conseils de Camille Fleury, il acquiert les locaux de l'Académie Julian situés rue du Dragon.
En 1968, il fonde à Paris l'École supérieure d'arts graphiques Penninghen (ESAG), connue aussi sous le nom de Penninghen.

## Élèves
- Jean-Pierre Kalfon (1938- )
- Claude Morini (1939-1982)